# Adblock
Adblock er en tilføjelse til Firefox, Google Chrome og Safari. Adblock blokerer reklamer på hjemmesider samt annoncer fra Google.
| Software | Spire Denne artikel om software og programmering er en spire som bør udbygges. Du er velkommen til at hjælpe Wikipedia ved at udvide den. |